# Proză scurtă
Proza scurtă se referă la o lucrare de ficțiune, în proză, sub formă de narațiune. Această formă sau procedeu are tendința de a fi mai mult orientat spre un scop anume decât lucrările mai lungi de ficțiune, cum sunt povestirile (în secolul 20 și 21) și romanele sau cărțile.